# لانه‌کن سوماترا
لانه‌کن سوماترا (نام علمی: Apalharpactes mackloti) نام یک گونه از سرده لانه‌کن‌های پشت‌سبز است.